# Luis Alberto Rubio
Luis Alberto Rubio Melo (Bogotá, Cundinamarca, Colombia; 28 de febrero de 1929-Bogotá, Cundinamarca, Colombia; 6 de agosto de 2013) fue un futbolista y entrenador colombiano conocido como el Mono Rubio que se desempeñó como defensor y volante, y jugó en Independiente Santa Fe, Atlético Bucaramanga, Universidad Nacional, Cúcuta Deportivo, Atlético Manizales y Millonarios. Tuvo el honor de haber hecho parte de la primera nómina campeona del Fútbol Profesional Colombiano cuándo Independiente Santa Fe fue campeón en el año 1948. Además, fue campeón con Millonarios, el otro equipo grande de Bogotá en 1959, 1961, 1962 y 1963.

## Trayectoria

### Inicios en Independiente Santa Fe
Nacido en Bogotá, capital de Colombia, el Mono Rubio empezó a jugar al fútbol en Independiente Santa Fe, equipo destacado de la Asociación Deportiva de Bogotá. A principios del año 1948 se creó la División Mayor del Fútbol Colombiano (Dimayor), con el equipo bogotano entre sus fundadores y empezó el Fútbol Profesional Colombiano. En aquel año el equipo cardenal tuvo una gran campaña y se coronó como el primer campeón de la historia del Fútbol Profesional Colombiano, con una nómina con grandes jugadores como Julio "Chonto" Gaviria, José Kaor Dokú, Antonio Julio de la Hoz, Hermenegildo Germán Antón y Jesús María Lires López entre otros.

### Atlético Bucaramanga
Después de haber sido campeón del Fútbol Profesional Colombiano, en 1949 fue a jugar al Atlético Bucaramanga donde estuvo por un tiempo.

### Regreso a Santa Fe
Luego de un año en el que estuvo jugando con el Atlético Bucaramanga, el bogotano regresó a Independiente Santa Fe en 1950, y estuvo durante la primera parte de aquel año.

### Universidad Nacional
En la segunda parte del año 1950 recaló en el equipo de la Universidad Nacional, con el que se destacó y jugó hasta finales del año 1952.

### Cúcuta Deportivo
En el año 1953 el bogotano pasó al Cúcuta Deportivo, en el que jugó por un año y tuvo buenas actuaciones.

### Última etapa en Independiente Santa Fe
Después de su estadía por un año en el Cúcuta Deportivo, regresó por tercera vez en su carrera deportiva al equipo de su ciudad natal en el año 1954.

### Atlético Manizales
Tras un año vistiendo la camiseta de Independiente Santa Fe pasó al Atlético Manizales en el año 1955, donde volvió a jugar con más regularidad y destacó. En el equipo caldense jugó hasta mediados de 1956.

### Millonarios
Después de haber jugado para el  Atlético Manizales, en el año 1956, regresó a Bogotá e ingresó a la nómina de Millonarios, equipo en el que se hizo un lugar dentro del equipo titular, y en el que se destacó en varios partidos. Con el equipo bogotano, tuvo una época exitosa en su carrera deportiva; ya que fue campeón del Fútbol Profesional Colombiano en cuatro ocasiones, en 1959, 1961, 1962 y en el año 1963. Después de haber conseguido su cuarto título con Millonarios se retiró del fútbol profesional después de una larga y exitosa carrera.

### Selección Colombia
Sus buenas actuaciones con la camiseta de Millonarios, hicieron posible su convocatoria a la Selección Colombia, con la que jugó en las eliminatorias a la Copa Mundial de Fútbol de 1958 en Suecia.

### Carrera como entrenador
Después de su retiro del fútbol profesional, el bogotano se dedicó a la dirección técnica, y empezó su trayectoria de entrenador en el Once Caldas de Manizales, al que dirigió entre 1964 y 1965. Luego fue llamado por el entrenador antioqueño Gabriel "El Médico" Ochoa Uribe e hizo parte del cuerpo técnico de Independiente Santa Fe en el año 1966, logrando conseguir el cuarto título de campeón del Fútbol Profesional Colombiano en la historia del equipo cardenal. También fue el entrenador en propiedad por el equipo bogotano por un tiempo, hasta que dejó a Santa Fe cuándo se fue Ochoa en 1967. En el año 1974 tuvo su última aparición como entrenador cuándo acompañó nuevamente al "médico" Gabriel Ochoa Uribe en Millonarios, donde estuvo como preparador físico.

### Después del fútbol
Después de haber culminado su etapa de entrenador, Luis Alberto dejó definitivamente el fútbol, y se quedó viviendo en su natal Bogotá, ciudad en la que falleció el 6 de agosto de 2013 a la edad de 84 años. A finales de los años 80 junto a la alcaldía de Bogotá, estuvo a cargo de una escuela de Fútbol del IDRD, con la cual logró títulos locales en todas las categorías, dentro de las que se destacaron en el año 1991 en la sexta categoría que eran niños de 12 años, logró un título con un récord de 60 partidos ganados y con un promedio de 8 goles por partido, con un goleador para esa categoría de 162 goles en un solo año.

## Clubes

### Como jugador
| Club                        | País     | Año               |
| --------------------------- | -------- | ----------------- |
| Club Independiente Santa Fe | Colombia | 1948, 1950 y 1954 |
| Atlético Bucaramanga        | Colombia | 1949              |
| Universidad Nacional        | Colombia | 1950 - 1952       |
| Cúcuta Deportivo            | Colombia | 1953              |
| Atlético Manizales          | Colombia | 1955 - 1956       |
| Millonarios                 | Colombia | 1956 - 1963       |

### Como entrenador
| Club                          | País     | Año         |
| ----------------------------- | -------- | ----------- |
| Once Caldas                   | Colombia | 1964 - 1965 |
| Club Independiente Santa Fe * | Colombia | 1966 - 1967 |
| Millonarios *                 | Colombia | 1974        |

- En Santa Fe, fue asistente técnico.
- En Millonarios, fue asistente técnico y preparador físico.

## Convocatorias a selecciones
| Selección          | Torneo                           | Año  |
| ------------------ | -------------------------------- | ---- |
| Selección Colombia | Eliminatorias al Mundial de 1958 | 1957 |

## Palmarés

### Como jugador
| Título           | Club        | País     | Año  |
| ---------------- | ----------- | -------- | ---- |
| Primera División | Santa Fe    | Colombia | 1948 |
| Primera División | Millonarios | Colombia | 1959 |
| Primera División | Millonarios | Colombia | 1961 |
| Primera División | Millonarios | Colombia | 1962 |
| Primera División | Millonarios | Colombia | 1963 |
| Copa Colombia    | Millonarios | Colombia | 1963 |

### Como entrenador
| Título           | Club     | País     | Año  |
| ---------------- | -------- | -------- | ---- |
| Primera División | Santa Fe | Colombia | 1966 |